# Jack Biskop
Jacobus Johannes Gerardus Maria (Jack) Biskop (Roosendaal, 15 januari 1956) is een Nederlands politicus. Namens het Christen-Democratisch Appèl was hij van 30 november 2006 tot 20 september 2012 lid van de Tweede Kamer der Staten-Generaal. Hij was daar namens de CDA-fractie woordvoerder onderwijs.

## Biografie
Biskop studeerde psychologie aan de Katholieke Hogeschool Tilburg. Van 1979 tot 1981 vervulde hij als erkend gewetensbezwaarde de vervangende dienstplicht. Biskop was van 1980 tot 1995 werkzaam als psycholoog en onderwijsbegeleider bij de Schoolbegeleidingsdienst (SBD) Westelijk Noord-Brabant. Vanaf 1994 was hij enige jaren werkzaam als zelfstandig organisatieadviseur. Van 2001 tot 2006 was hij manager diagnostiek en counselling bij een re-integratiebedrijf. Hierna was hij korte tijd vestigingsmanager bij een consultancybureau.
Biskop was in 1978 lid geworden van het CDA. Van 1982 tot 1986 was hij lid van de gemeenteraad van Roosendaal en Nispen en van 1991 tot 2003 lid van de Provinciale Staten van Noord-Brabant. In de Staten was hij onder andere voorzitter van de commissie economische zaken. Bij de Tweede Kamerverkiezingen 2006 werd hij gekozen in het parlement. Biskop werd op 30 november 2006 beëdigd. Biskop stond in 2010 voor de Tweede Kamerverkiezingen namens het CDA wederom op de kandidatenlijst, op plaats 30 echter en werd daarom niet meteen herkozen. Toen er Kamerleden minister of staatssecretaris in het kabinet-Rutte I werden, schoof Biskop op de kieslijst op. Daarom werd Biskop op 26 oktober 2010 met tien anderen beëdigd. Na de verkiezingen van 2012 keerde Biskop niet terug in de Kamer. In de jaren 2011 en 2012 was hij voorzitter van het Benelux-parlement.

## Persoonlijk
Biskop is rooms-katholiek. Hij is getrouwd en heeft drie kinderen. Op 9 maart 2003 werd hij onderscheiden als Lid in de Orde van Oranje-Nassau, ter gelegenheid van zijn vertrek bij de Provinciale Staten. Bij zijn vertrek als lid van de Tweede Kamer werd hij op 19 september 2012 bevorderd tot Ridder in de Orde van Oranje-Nassau.
- Parlement.com: vhdf1dj5aezc